# Cacciamali Elfo
Il Cacciamali Elfo (noto anche come Cacciamali TCC 635 o Cacciamali EPT Elfo) è stato un minibus urbano elettrico italiano prodotto da Cacciamali.

## Diffusione
L'Elfo non fu particolarmente fortunato in termini di diffusione, infatti ne furono acquistati solo pochi esemplari da AMT (Genova) e GTT (Torino). Un esemplare di AMT ha prestato servizio presso GVU (Utrecht).